# Кармен Гана Лопес
Марія дель Кармен Гана Лопес (1800 — 15 квітня 1880) — чилійська аристократка і перша леді Чилі.

## Біографія
Гана Лопес була донькою Агустіна Домінго Гана-і-Даррігранде та Марії Долорес Лопес-і-Герреро Вілласеньор. Вона стала дружиною Мануеля Бланко Енкалади 29 листопада 1818 року, в шлюбі народила 6 дітей. Гана була довіреною особою та радницею свого чоловіка протягом усієї його політичної кар’єри.
Бланко виконував обов'язки тимчасового президента Чилі з 9 липня 1826 р. до 9 вересня 1826 р., під час якого Гана працювала першою леді. Попри короткий термін перебування, Гана використовувала своє становище як можливість діяти відповідно до своєї пристрасті до соціальної служби. Вона домовилася, що її чоловік дозволить Конгрегації Доброго Пастиря, католицькому релігійному ордену, створити перший дитячий будинок у Сан-Феліпе.
Під час перебування чоловіка на посаді міністра у Франції їхній дім у Парижі став місцем збору для видатних американців та європейців. Гана також була близькою товаришкою багатьох паризьких художників та інтелектуалів.
Перебуваючи в Парижі, дочка Гани Тереза одружилася з багатим чилійцем. Хрещеними батьками Терези під час церемонії були Наполеон III та Євгенія Монтіхо. Гана підтримувала постійну переписку з парою навіть після повернення до Сантьяго.
Гана Лопес померла 15 квітня 1880 року і похована у Генеральному сементріо де Сантьяго.